# John Wycliffe
John Wycliffe (tudi Wyclif, Wycliff ali Wickliffe), angleški teolog in biblicist, * 1331, Ipreswell (današnji Hipswell), † 31. december 1384, Lutterworth.
Wycliffe je bil profesor na Oxfordski univerzi. Zahteval je odcep angleške Cerkve od papeža. Bil je proti cerkveni hierarhiji (ni razlik med duhovniki in laiki) in proti bogatenju Cerkve.
Prevedel je Biblijo v angleščino, a so zavrnili njegov prevod, zaradi nepravilnosti. 
Izobčen je bil 44 dni. 